# Калайджоглу, Кэлин
Кэлин Калайджоглу (рум. Călin Calaidjoglu; род. 18 января 2001, Кишинёв, Молдавия) — молдавский футболист, полузащитник клуба «Сфынтул Георге».

## Карьера
Играл в молодёжных командах «Монреаль Импакт» и «Шоле».
В 2020 году перешёл в «Безье», но на поле так и не вышел.
В 2022 году перешёл в молдавский «Сфынтул Георге» как свободный агент. Дебютировал в Национальном Дивизионе в матче 21 тура в домашнем матче с ФК «Шериф». Кэлин вышел на поле вместо Максимилиана Ихекуна на 68-й минуте, но хозяева проиграли со счётом 0:3.